# Leptostigma reptans
Leptostigma reptans är en måreväxtart som först beskrevs av Ferdinand von Mueller, och fick sitt nu gällande namn av Francis Raymond Fosberg. Leptostigma reptans ingår i släktet Leptostigma och familjen måreväxter. Inga underarter finns listade i Catalogue of Life.